# Möxlisä Bubıy
Möxlisä Buby (tatarsko Мөхлисә Буби (Мөхлисә Нигъмәтуллина), tatarska, muslimanska verska osebnost in pedagoginja, * 1896, İj-Bubiy, gubernija Vyatka, Ruski imperij, † 23. december 1937, Ufa, RSFSR, Sovjetska zveza.
Möxlisä Buby je bila prva ženska, ki je opravljala funkcijo kadija (islamski sodnik) v Rusiji.

## Biografija
Rodila se je leta 1869 v vasi İj-Bubiy, ki je takrat spadala pod ujezd Sarapulskij v guberniji Vjatka Ruskega cesarstva (danes del Tatarstana). Njena družina je bila znana po učenjakih. Njen oče je v domači vasi ustanovil versko šolo medreso, ki sta jo kasneje njegova sinova,  Möxlisäina brata Gubaydulla in Gabdulla, preoblikovala v sodobno šolo.
Izobrazbo je pridobila v medresi v domači vasi, nato pa leta 1895 začela tam tudi poučevati. Leta 1901 je skupaj z bratoma in njunima ženama tam ustanovila šestletno učiteljišče za ženske, kjer je pouk potekal v tatarskem jeziku.
Leta 1905 je ustanovila medreso »İj-Bubiy« za muslimanske ženske, kjer je poučevala osnove islama ter jezike in književnost vzhodnih ljudstev. Poleg tega so v šoli poučevali tudi pedagogiko, matematiko, geografijo, zgodovino, fiziko, etiko, logiko in ruščino.
30. januarja 1911 so žandarji aretirali moške učitelje. Pouk so nato prevzele ženske učiteljice, vendar so bile tudi one aretirane 18. januarja 1912, medtem ko je bila knjižnica medrese požgana. Po teh dogodkih se je Möxlisä Buby preselila v Troick v Orenburški guberniji, kjer je prevzela vodenje ženske šole. Od leta 1913 je poučevala na ženski gimnaziji. Leta 1914 je z denarno podporo trgovcev v Troicku ustanovila žensko učiteljišče z imenom Darul-Mugallimat.
Möxlisä Bubıy je sodelovala na Prvem vseruskem muslimanskem kongresu, ki je potekal v Moskvi od 1. do 11. maja 1917. Na kongresu so jo izvolili za eno od šestih kadijev (islamskih sodnikov) Centralne duhovne uprave muslimanov (CDUM). Na tem kongresu so bile sprejete odločitve o prepovedi poligamije, o neobveznem nošenju hidžaba, ženam pa so omogočili, da se lahko ločijo brez dokazovanja moževe krivde (ločitev po načelu »kula«). To je bila prva sestava CDUM, ki so jo izvolili muslimani sami in ne vladne oblasti – in prvič je v vodstvu sodelovala tudi ženska. Möxlisä Bubıy je bila ponovno izvoljena v letih 1920, 1923 in 1926. V Ufi se je ukvarjala predvsem s pravnimi primeri muslimanov,  vodila oddelek za družinska vprašanja CDUM in skrbela za uradne zapise. Med letoma 1905 in 1917 je redno pisala članke o ženskih vprašanjih za različne časopise, kot so Ul'fat, Akbar, Vaqyt in za revije, kot sta Syumbike in Islam Majallasy. Zagovarjala je prepričanje, da muslimanke lahko in bi morale doseči enakopravnost z moškimi, ob tem pa ohraniti moralne vrednote in spoštovanje islamskih načel.
Bila je žrtev reperesije zaradi obtožb o sodelovanju v »Protirevolucionarni vstajniški nacionalistični organizaciji Baškirije«. Aretrirali so jo 20. novembra 1937, ustreljena pa je bila 23. decembra istega leta.
Z odločbo predsedstva Vrhovnega sodišča Baškirske ASSR z dne 23. maja 1960 je bila Möxlisä Bubıy posthumno rehabilitirana in oproščena vseh obtožb.

## Zapuščina
- Od leta 2012 Ministrstvo za znanost in izobraževanje Republike Tatarstan prireja srečanja, poimenovana po Bubıy.[8]
- V Rusiji je potekala znanstveno-strokovna konferenca z naslovom »Branja Möxlise Buby: Vloga muslimank pri razsvetljevanju in humanizaciji družbe«.[9]
- Ženskam, ki prispevajo k ohranjanju in razvoju duhovne dediščine tatarskega naroda, se podeljuje nagrada Möxlise Bubıy.[10]
- Leta 2019 je bila v Ufi v spomin na Bubıy in druge pomembne osebnosti organizirana znanstveno-strokovna konferenca.[11]